# Xanthopimpla stemmator
Xanthopimpla stemmator är en stekelart som först beskrevs av Carl Peter Thunberg 1822.  Xanthopimpla stemmator ingår i släktet Xanthopimpla och familjen brokparasitsteklar. Inga underarter finns listade i Catalogue of Life.